# Баранниково (Волгоградська область)
Баранниково (рос. Баранниково) — село у Руднянському районі Волгоградської області Російської Федерації.
Населення становить 175 осіб. Входить до складу муніципального утворення Осичковське сільське поселення.

## Історія
Село розташоване у межах українського історичного та культурного регіону Жовтий Клин.
Згідно із законом від 21 грудня 2004 року № 968-ОД органом місцевого самоврядування є Осичковське сільське поселення.

## Населення
| 2010 |
| ---- |
| 175  |